# Saint-Brisson-sur-Loire
Saint-Brisson-sur-Loire är en kommun i departementet Loiret i regionen Centre-Val de Loire strax norr Frankrikes mitt. Kommunen ligger i kantonen Gien som tillhör arrondissementet Montargis. År 2022 hade Saint-Brisson-sur-Loire 961 invånare.

## Befolkningsutveckling
Antalet invånare i kommunen Saint-Brisson-sur-Loire
| Referens: INSEE |